# 圣尼各老圣殿 (莱科)

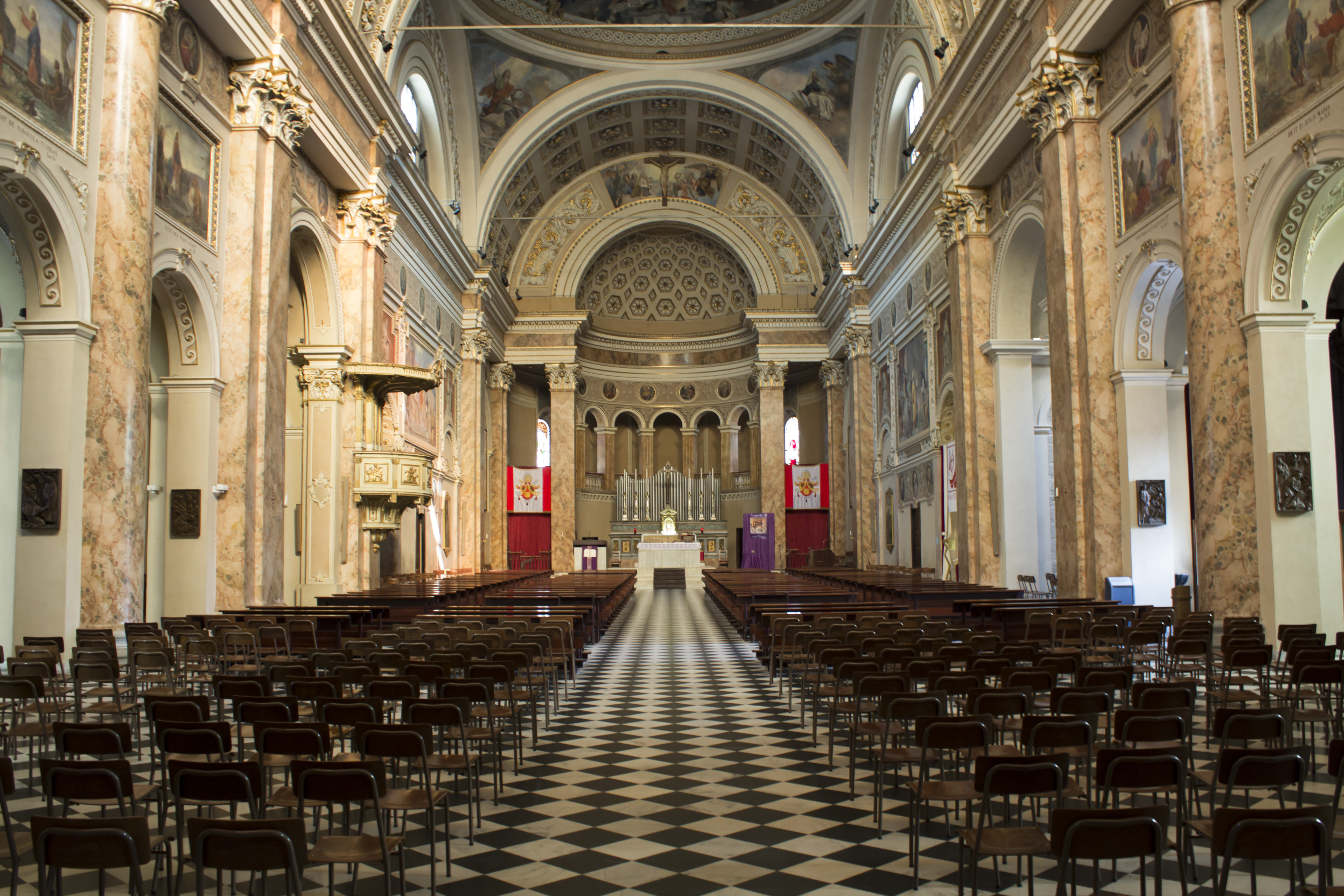

圣尼各老圣殿是莱科主要的天主教礼拜场所，位于中世纪城墙炮塔的遗址上。供奉水手和船夫的主保圣人圣尼各老。教堂的钟楼高达 96 米，是意大利最高的钟楼之一。 
该堂创建于11 世纪，在 15 世纪扩建。17世纪呈现出明显的巴洛克风格。 1831 年至 1862 年间改造成新古典主义风格。高大的新哥特式钟楼增建于 1902 年至 1904 年。
该堂于 1942 年升格为宗座圣殿。
穹顶的壁画描绘玫瑰圣母向庇护五世显现，宣告勒班托的胜利（ 1571），教堂其他各处都有19 世纪和 20 世纪的壁画，包括卡西米罗·拉迪斯 的《耶稣生平》(1881) 和路易吉·莫加里的天花板《玫瑰圣母的荣耀》(1925)。右侧的第五个小堂有14 世纪的壁画和 16 世纪的洗礼池。 
- 洗礼堂：是最初的13 世纪教堂仅存的部分，内有1596 年的洗礼池。 [2]
- 管风琴：圣殿有两个管风琴，主风琴位于反立面上的咏经席阁楼上，制于 1861 年；合唱风琴位于后殿，制于1974 年。 [2]
- 主保圣人圣尼各老雕像。